# Evropský podpůrný úřad pro otázky azylu
Evropský podpůrný úřad pro otázky azylu zkratkou EASO z anglického European Asylum Support Office) je agentura Evropské unie, jenž vznikla v roce 2010 nařízením EU 439/2010, sídlí na Maltě, v oblasti Grand Harbour (Il-Marsa) a jejím úkolem je posilovat spolupráci členských států v oblasti azylu a pomáhat jim při krizových situacích.